# Гари (Чернушинский район)
Гари  — деревня в Чернушинском районе Пермского края. Входит в состав Деменёвского сельского поселения.
Находится примерно в 30 км к северу от центра города Чернушки.

## Население
В 2005 году численность населения составляла 67 человек.
По результатам переписи 2010 года численность населения составила 49 человек, в том числе 30 мужчин и 19 женщин.